# Jeanne Eagels
Jeanne Eagels, all'anagrafe Eugenia Eagles (Kansas City, 26 giugno 1890 – New York, 3 ottobre 1929), è stata un'attrice e showgirl statunitense.

## Biografia
Nata nel Missouri da Edward e Julia Sullivan Eagles, secondogenita in una famiglia numerosa di sei fratelli, cominciò presto a recitare nel varietà. Lasciò Kansas City per unirsi alla compagnia dei Dubinsky Brothers, con cui girò nei teatri del Midwest, finendo per sposarsi con Morris, uno dei fratelli. Nel 1911, la giovane Eugenia, che cambierà poi il suo nome in quello di Jeanne Eagels, tenta la via di Broadway: va a New York e trova lavoro come ballerina di fila. Riesce anche a diventare una Ziegfeld Girl, una delle spettacolari ragazze che impreziosiscono gli show del famoso impresario Ziegfeld. Ma il sogno di Jeanne è quello di diventare attrice. Nel settembre del 1912, entra nel cast di Mind The Paint Girl e, negli anni seguenti, recita accanto a uno dei nomi sacri del teatro, il grande attore George Arliss. Negli stessi anni, debutta anche sullo schermo in The House of Fear un film prodotto dalla Pathé, per poi passare alla Thanhouser Film Corporation, per cui gira tre film.

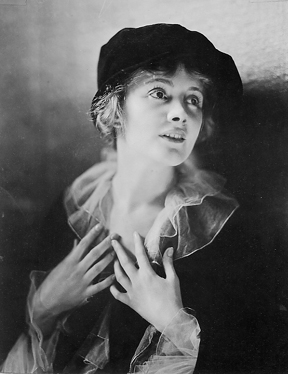
In Daddies, Broadway 1918 (Foto di James Abbe)

Il 7 novembre 1922 debutta, al Maxine Elliott's Theatre, Rain, un lavoro teatrale in tre atti tratto da un racconto di William Somerset Maugham: la storia di Sadie Thompson avrà 256 repliche e verrà ripresa nel 1924. Lo spettacolo chiuderà nel marzo 1926, dopo altre 648 rappresentazioni. Il personaggio di Sadie, donna dal passato non limpido, sarà il più grande successo di Jeanne Eagels, un successo che la consacra tra i grandi del teatro di Broadway. Nel 1925, l'attrice aveva sposato Edward Harris "Ted" Coy (1888-1935), un famoso giocatore di football, ma i due divorziarono nel 1928 in maniera burrascosa.
Un altro successo per Jeanne Eagels fu Her Cardboard Lover, una commedia di Jacques Deval che restò in scena a Broadway dal marzo all'agosto 1927, dove recitava a fianco di Leslie Howard. In tournée con lo spettacolo, Jeanne Eagels rimase vittima di un avvelenamento da cibo. Lasciate le scene per qualche rappresentazione, tornò sul palcoscenico nel luglio 1927, recitando all'Empire Theater.
Dopo un'altra stagione a Broadway, si prese una vacanza per poter girare un film, L'uomo, la donna e il peccato di Monta Bell, prodotto dalla MGM. Nel 1928, il sindacato Actors Equity, le impose di non presentarsi sul palcoscenico per 18 mesi a causa di una sua assenza ingiustificata a uno spettacolo a Milwaukee. La cosa non le impediva, però, di lavorare per il cinema. Così l'attrice poté girare due film "parlati" per la Paramount Pictures, The Letter e Jealousy, diretta da Jean de Limur,
Questi saranno i suoi due ultimi film. Proprio mentre si preparava per il suo rientro a Broadway in un nuovo lavoro, l'attrice morì. Aveva 39 anni e la causa del decesso fu attribuita all'alcool, ai tranquillanti o all'eroina. Secondo Kenneth Anger si iniettò volutamente una dose eccessiva di eroina, in un anno, il 1929, critico per le star del cinema muto, alle prese oltre che con la crisi, con l'avvento del sonoro.

## Riconoscimenti
L'attrice ricevette una candidatura postuma all'Oscar per la sua interpretazione in The Letter. Al 2020 si tratta dell'unica candidatura postuma per un'attrice nel ruolo di protagonista.
Nel 1957 la Columbia Pictures produsse il bio-film Jeanne Eagels (uscito in Italia con il titolo Un solo grande amore) diretto da George Sidney, nel quale l'attrice è impersonata da Kim Novak.

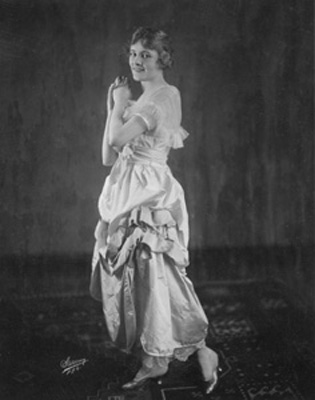
(1916) The Great Pursuit
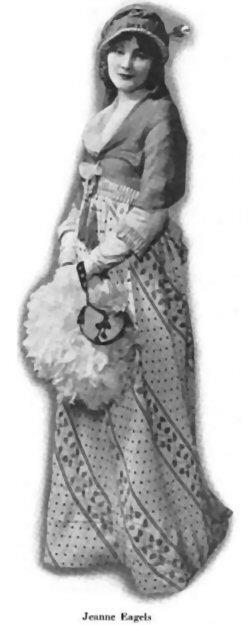
(1917)
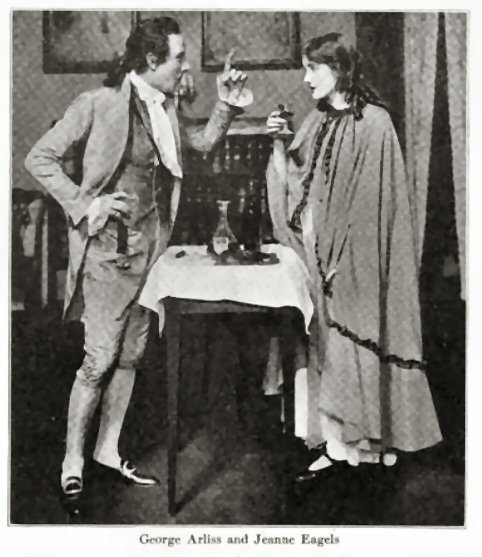
(1917) Con George Arliss
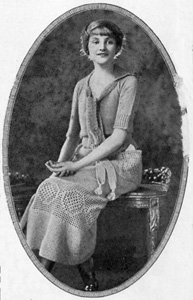
(1920) The Wonderful Thing

## Spettacoli teatrali
- The Great Pursuit (Broadway, 22 marzo 1916)
- The Professor's Love Story, di James M. Barrie (Broadway, 26 febbraio 1917)
- Disraeli, di Louis N. Parker (Broadway, 9 aprile 1917)
- Hamilton, di Mary Hamlin e George Arliss (Broadway, 17 settembre 1917)
- Daddies, di John L. Hobble (Broadway, 5 settembre 1918)
- A Young Man's Fancy, di John T. McIntyre (Broadway, 15 ottobre 1919)
- The Wonderful Thing, di Lillian Trimble Bradley (Broadway, 17 febbraio 1920)
- In the Night Watch, di Michael Morton (Broadway, 29 gennaio 1921)
- Rain, di John Colton e Clemence Randolph (Broadway, 7 novembre 1922)
- Rain, di John Colton e Clemence Randolph (Broadway, 1º settembre 1924)
- Her Cardboard Lover, di Jacques Deval (Broadway, 21 marzo 1927)

## Filmografia
La filmografia è completa.
- The House of Fear, regia di John Ince e Ashley Miller (1915)
- The World and the Woman, regia di Frank Lloyd e Eugene Moore (1916)
- The Fires of Youth, regia di Émile Chautard (1917)
- Under False Colors, regia di Émile Chautard (1917)
- The Cross Bearer, regia di George Archainbaud (1918)
- The Madonna of the Slums, regia di George Terwilliger (1919)
- Man, Woman and Sin, regia di Monta Bell (1927)
- The Letter, regia di Jean de Limur (1929)
- Jealousy, regia di Jean de Limur (1929)

### Filmato d'archivio
- Star Treatment della serie tv Hollywood (1980)